# Mitteldeutsches Kammerorchester
Das Mitteldeutsche Kammerorchester ist ein 1987 gegründetes freischaffendes Kammerorchester für Sinfonische Musik des   18.  und  19. Jahrhunderts.

## Geschichte
Das Mitteldeutsche Kammerorchester wurde 1987 auf Anregung von Konzertmeister Andreas Hartmann und dem damals in Nordhausen tätigen Kirchenmusikdirektor Wolfgang Kupke von Studenten der Hochschule für Musik Franz Liszt Weimar gegründet.
Programmschwerpunkt wurde die Sinfonische Musik des 18.  und  19. Jahrhunderts sowie die Begleitung oratorischer Literatur.
Die Gründungsmusiker sitzen heute u. a. an den Pulten des MDR-Sinfonieorchesters, im Gewandhausorchester, in der Staatskapelle Weimar, der Staatskapelle Halle und der Magdeburger Philharmonie.
Trotz der Verpflichtungen als chorsinfonisches Begleitorchester erarbeiten die Musiker auch reine Orchesterprogramme für verschiedene Konzertreihen des Mitteldeutschen Kammerorchesters.
So war das Mitteldeutsche Kammerorchester Gast in der Kölner Philharmonie, dem Magdeburger Dom, dem Schauspielhaus Berlin, der Hauptkirche Sankt Michaelis (Hamburg), der Herderkirche Weimar, der Frauerkirche Dresden, sowie bei dem „Barockfest“ Würzburg, den Walkenrieder Kreuzgangkonzerten, beim Braunschweiger „Kammermusikpodium“, den Thüringer Bachwochen und den Domkonzerten Königslutter.
Gemeinsam mit dem Thomanerchor Leipzig gestaltete das Mitteldeutsche Kammerorchester die zyklische Aufführung der Bachkantaten in der Leipziger Thomaskirche.
Zudem begleitete das Orchester Preisträger des Internationalen Bachwettbewerbs im Gewandhaus Leipzig.
Eine weitere Zusammenarbeit besteht auch mit dem Leipziger OratorienChor, dem Sächsischen Vocalensemble und dem Trompeter Ludwig Güttler.
Neben Rundfunk- und Fernsehaufnahmen liegen auch CD-Einspielungen mit dem Mitteldeutschen Kammerorchester vor.

## Diskografie (Auswahl)
- Wolfgang Amadeus Mozart: Musik für Ihro Gnaden, (Image Concert, Herzberg am Harz 1994)
- Antonio Vivaldi: Der Wettstreit zwischen Harmonie und Erfindung, (Image Concert, Herzberg am Harz 1994)
- Johannes Weyrauch: Geistliche Vokalmusik, (Sebastian Pank, Leipzig 1996)
- Wolfgang Amadeus Mozart: Messe in c-Moll KV 427, (Andreas Lamken, Helmstedt 1997)
- Felix Mendelssohn Bartholdy: Elias, (Udo Senf, Idstein 1997)
- Johannes Brahms: Ein deutsches Requiem, (Sebastian Pank, Leipzig 1998)
- Vierzig Jahre Oratorienchor Potsdam,[2] (Rainer Spachmann, Kiel 1999)
- Günter Neubert: Laudate Ninive, (Klaus-Jürgen Kamprad, Altenburg 2003)
- Johann Sebastian Bach: Oboenkonzerte, Solist Burkhard Glaetzner, (Edel Classics, Hamburg 2007)
- René Kollo, Jay Alexander & Mitteldeutsches Kammerorchester: Romantische Abendlieder, (Berlin Classics, Berlin 2021)